# Bagniewski
Bagniewski – polski herb szlachecki, odmiana herbu Pomian.

## Opis herbu
Opis zgodnie z klasycznymi regułami blazonowania:
W polu złotym głowa żubrza czarna. Klejnot: Ramię zbrojne, srebrne, trzymające miecz o takiejż głowni i rękojeści złotej. Labry czarne, podbite złotem.

## Herbowni
Bagniewski.